# Áchim Ádám
Áchim Ádám (Békéscsaba, 1830. szeptember 29. – Szarvas, 1899. október 23.) evangélikus lelkész, főesperes.

## Élete
Áchim György békéscsabai szlovák származású, jómódú gazda gyermekeként született. A 12 testvér közül ő volt a legfiatalabb. A népiskolát szülővárosában végezte, majd 1840-től a szarvasi főgimnáziumba járt, ahol Vajda Péter és Magda Pál diákja volt. Az 1848–49-es forradalom és szabadságharc idején Eperjesre ment. November 23-án érkezett meg, a magyar honvédség tagja lett és december 8-án Kassa felé indult a császári sereg ellen. Naplójában beszámol arról, hogy Kassa alatt részt vett az első csatában, mely a magyar honvédség vereségével végződött. Leszerelt és Pozsonyban, majd Halléban folytatott teológiai tanulmányokat.
Hazatérését követően rövid ideig Gyulán dolgozott törvényszéki írnokként. 1856-ban evangélikus lelkésszé szentelték. Tótkomlóson és Békéscsabán segédlelkész és káplán volt. Ebben az időszakban sokat tanult Szeberényi Gusztáv és Haan Lajos lelkészektől. 1860 májusában Albertiben, majd 1871 novemberében Szarvason lett lelkész. 1878. augusztus 28-tól békéscsabai főesperes volt. 1894-től nála lakott unokaöccse, Gyóni Géza költő és testvérei.
1899-ben hunyt el Szarvason. Végrendeletében az általa alapított kondorosi evangélikus egyháznak kétszáz hold földet adományozott azzal a kikötéssel, hogy abból biztosítsák a falu terjeszkedését. Sírja a kondorosi evangélikus temetőben található, monumentális fekete svéd gránitból készült obeliszkjét jelenleg az egyház gondozza.